# Comitatul Flandra
Comitatul Flandra (în neerlandeză Graafschap Vlaanderen, în franceză Comté de Flandre) a fost un comitat medieval situat pe teritoriul actual al Belgiei, Franței și Olandei. Comitatul era unul dintre cele mai importante domenii ale Regatului Franței, dar din 1384, de la moartea contelui Ludovic al II-lea, acesta a intrat treptat sub influența Țărilor de Jos Burgunde. În 1526 a fost detașat în mod oficial de Regatul Franței, dar în timpul domniei lui Ludovic al XIV-lea partea sudică a comitatului este recucerită de către Franța. Existența comitatului a încetat în timpul Războaielor Revoluționare, atunci când este desființat și transformat în departamente ale Republicii Franceze.

## Teritoriu
Teritoriul comitatului nu corespunde decât parțial cu regiunea actuală Flandra din Belgia. Acesta nu cuprindea provinciile actuale Brabantul Flamand, Anvers și Limburg. Pe lângă aceasta diverse teritorii actualmente în Franța și Olanda au aparținut la diverse momente de comitat. Teritoriile acestuia erau:
- În Belgia:
  - mare parte din provinciile belgiene actuale Flandra de Est și Flandra de Vest.
  - Flandra romană: regiunea din jurul oralelor Tournai și Mouscron.
- În Franța:
  - Regiunea Westhoek actualmente în departamentul Nord: câmpia maritimă din jurul orașului Dunkerque și zona de câmpie din jurul orașelor Hazebrouck și Armentières.
  - Flandra romană: regiunea din jurul orașelor Lille și Douai.
  - Până în 1191 regiune Artois făcea parte din comitatul Flandra, dar ulterior a fost detașată și ridicat la rang de comitat.
- În Olanda:
  - Flandra Zeelandică, porțiunea din sudul provinciei olandeze Zeelanda, situată între râul Schelde și frontiera belgiană.

## Istoric
În anul 54 î.Hr. Cezar cucerește regiunea în timpul campaniei sale din Galia și o integrează provinciei Gallia Belgica. Regiunea era ocupată de o populație formată din triburi celte și germanice cunoscute sub denumirea de belgi. În secolul al V-lea regiunea este ocupată de triburi germanice și aceasta intră treptat în componența Imperiului Carolingian. Judith, fiica lui Carol cel Pleșuv a primit regiunea care avea să devină Comitatul Flandra în 862. Acesta din secolul al XI-lea a devenit o posesie a Regatului Franței. În 1191 restul comitatului a intrat sub autoritatea conților din comitatul vecin Hainaut, iar în 1384 întreaga regiune a intrat în posesia ducilor de Burgundia. În 1477 linia acestora se stinge, regiunea intrând în posesia habsburgilor. Din 1556 întreaga regiune intră sub tutela ramurii spaniole a casei de Habsburg, iar din 1713, aceasta intră sub tutela ramurii austriece.
În această perioadă regiunea a înflorit datorită comerțului și a industriei textile. Gent, Bruges și Ypres au fost unele dintre cele mai importante orașe din Evul Mediu. Bunăstarea și bogăția regiunii au făcut-o renumită, arta, și în special tapiseriile și pictura flamandă dezvoltându-se în această perioadă. Totuși, bogăția și urbanizarea regiunii au făcut ca această să fie puternic afectată de marile epidemii de ciumă și de războaiele din regiune: Războiul de 100 de ani și conflictele reformei și contrareformei
După începutul Revoluției franceze din 1789 regiunea intră treptat în zona de influență a Franței, fiind incorporată teritoriului Primei Republici Franceze în 1795. Vechea organizare teritorială feudală a fost înlăturată și regiunea a fost organizată în departamente (Lys și Escaut) și comune.